# Episodi di Da un giorno all'altro (terza stagione)
La terza stagione della serie televisiva Da un giorno all'altro è stata trasmessa in anteprima negli Stati Uniti d'America dalla Lifetime tra il 23 luglio 2000 e il 18 marzo 2001.
| nº | Titolo originale                      | Titolo italiano | Prima TV USA      | Prima TV Italia |
| -- | ------------------------------------- | --------------- | ----------------- | --------------- |
| 1  | Nope                                  |                 | 23 luglio 2000    |                 |
| 2  | It's a Good Thing I'm Not Black       |                 | 30 luglio 2000    |                 |
| 3  | Three Hours a Week                    |                 | 6 agosto 2000     |                 |
| 4  | The Dust of Life                      |                 | 13 agosto 2000    |                 |
| 5  | Three Lucky Ladies on the Line        |                 | 20 agosto 2000    |                 |
| 6  | Nothing Personal                      |                 | 3 settembre 2000  |                 |
| 7  | Life                                  |                 | 10 settembre 2000 |                 |
| 8  | Love Is Love                          |                 | 8 ottobre 2000    |                 |
| 9  | There Are No Rules                    |                 | 15 ottobre 2000   |                 |
| 10 | The Outsiders                         |                 | 29 ottobre 2000   |                 |
| 11 | It's a Mother-Daughter Thing          |                 | 5 novembre 2000   |                 |
| 12 | Lighten Up, Rene                      |                 | 3 dicembre 2000   |                 |
| 13 | Where's the Justice in That?          |                 | 10 dicembre 2000  |                 |
| 14 | Five Golden Rings                     |                 | 17 dicembre 2000  |                 |
| 15 | Life Isn't Fair                       |                 | 14 gennaio 2001   |                 |
| 16 | 10 Days? Are You Crazy?               |                 | 21 gennaio 2001   |                 |
| 17 | Tick, Tick, Tick                      |                 | 18 febbraio 2001  |                 |
| 18 | Don't Tell Me It's Not About Frankie  |                 | 25 febbraio 2001  |                 |
| 19 | What If?                              |                 | 4 marzo 2001      |                 |
| 20 | Children Are the Most Important Thing |                 | 11 marzo 2001     |                 |
| 21 | It's Not Just a Word (Part 1)         |                 | 18 marzo 2001     |                 |
| 22 | It's Not Just a Word (Part 2)         |                 | 18 marzo 2001     |                 |